# Onthophagus deliensis
Onthophagus deliensis là một loài bọ cánh cứng trong họ Bọ hung (Scarabaeidae).